# 릭 렌즈

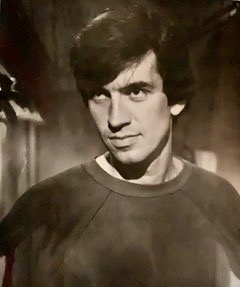

릭 렌즈(Rick Lenz, 1939년 11월 21일 ~ )는 미국의 배우이다.
스프링필드에서 태어났다.

## 출연 작품
- 홈 룸 (2002년)
- Shadow Of A Doubt (1991)
- 위조 인생 (1989년)
- 할로우 포인트 (1987년)
- 춤추는 헐리웃 (1985년)
- 리틀 드래곤 (1980년)
- 마지막 총잡이 (1976년)
- 어디가 아프죠? (1972년)
- 선인장 꽃 (1969년)

### 텔레비전
- 아이언사이드 (1972)
- 6백만 달러의 사나이 (1975)
- 샌프란시스코 수사반 (1977)
- 다이너스티 (1981)
- 매그넘 P.I. (1984)
- 달리는 사이먼 (1983-85)